# 곤노 가즈야
곤노 가즈야(일본어: 紺野 和也, 1997년 7월 11일~)는 일본의 축구 선수이다.

## 구단 경력
그는 2019년까지 J3리그의 FC 도쿄 U-23에서 뛰었다. 2020년 J1리그의 FC 도쿄에 입단했다. 2022년까지 42경기에 출전하여, 3득점을 넣었다. 2023년 아비스파 후쿠오카로 이적했다. 2023년에 J리그컵 우승을 차지했다.